# Cutimarca
Cutimarca (auch: Kutimarcra) ist eine Ortschaft im Departamento Potosí im südamerikanischen Anden-Staat Bolivien.

## Lage
Cutimarca ist bevölkerungsreichste Ortschaft des Kanton Irupata im Municipio Chayanta in der Provinz Rafael Bustillo. Cutimarca liegt auf einer Höhe von 3806 m in einem der Hochtäler der Cordillera Azanaques, der Bergrücken direkt östlich der Ortschaft steigt bis auf über 3900 m an. Der Ort liegt an einem rechten Nebenfluss des Río Chayanta, der weiter flussabwärts als Río San Pedro in den Río Grande mündet.

## Geographie
Cutimarca liegt östlich des bolivianischen Altiplano im nördlichen Abschnitt der Cordillera Central. Die Vegetation ist die der Puna, das Klima ein typisches Tageszeitenklima, bei dem die täglichen Temperaturschwankungen größer sind als die mittleren jahreszeitlichen Schwankungen.
Die Jahresdurchschnittstemperatur der Region liegt bei 9 °C, die Monatsdurchschnittswerte schwanken zwischen knapp 5 °C im Juni/Juli und 11 °C von November bis März (siehe Klimadiagramm Uncía). Der Jahresniederschlag beträgt 370 mm und fällt vor allem in den Sommermonaten, die aride Zeit mit Monatswerten von maximal 10 mm dauert von April bis Oktober.

## Verkehrsnetz
Cutimarca liegt in einer Entfernung von 139 Straßenkilometern südöstlich von Oruro, der Hauptstadt des benachbarten Departamento Oruro.
Von Oruro führt die asphaltierte Nationalstraße Ruta 1 in südlicher Richtung 22 Kilometer über Vinto nach Machacamarquita, acht Kilometer nördlich von Machacamarca gelegen.
In Machacamarquita zweigt die Ruta 6 in südöstlicher Richtung ab und erreicht über Huanuni und über Passhöhen von mehr als 4500 m nach 79 Kilometern die Stadt Llallagua. Von dort führt die Ruta 6 weitere sieben Kilometer in die Provinzhauptstadt Uncía. Hier zweigt eine unbefestigte Landstraße nach Osten ab, erreicht nach siebzehn Kilometern Chayanta und führt weiter in nordöstlicher Richtung nach Colloma. Elf Kilometer hinter Chayanta führt eine kurze Nebenstraße in südlicher Richtung nach Cutimarca.

## Bevölkerung
Die Einwohnerzahl der Ortschaft ist in den vergangenen beiden Jahrzehnten um etwa ein Drittel angestiegen:
| Jahr | Einwohner | Quelle       |
| ---- | --------- | ------------ |
| 1992 | 307       | Volkszählung |
| 2001 | 345       | Volkszählung |
| 2012 | 432       | Volkszählung |
| 2024 |           | Volkszählung |

Die Region weist einen hohen Anteil an Quechua-Bevölkerung auf, im Municipio Chayanta sprechen 95,5 Prozent der Bevölkerung Quechua.